# سكوت برايس (دراج)
سكوت برايس هو دراج كندي، ولد في 5 أكتوبر 1969 في كالغاري في كندا.